# No Reflection
No Reflection — первый сингл, выпущенный в поддержку восьмого студийного альбома Born Villain группы Marilyn Manson. Его релиз состоялся 13 марта 2012 года. «No Reflection» был выпущен лейблами Cooking Vinyl и Hell, etc. в цифровом формате за месяц до выхода альбома. 21 апреля 2012 года сингл был издан ограниченным тиражом на виниле только в Европе в рамках празднования Record Store. Премьера клипа состоялась 4 апреля 2012 года на канале VEVO Мэрилина Мэнсона.

## Список композиций
iTunes digital single:
1. «No Reflection» (album version) — 4:36

UK and Europe 7" vinyl single:
1. «No Reflection» (album version) — 4:36
2. «No Reflection» (radio edit) — 3:31 Премьера версии 7 марта 2012 года.

## Участники
- Мэрилин Мэнсон – вокал, текст, композитор
- Твигги Рамирес –  гитара, композитор
- Крис Вренна –  ударные, программирование, перкуссия, синтезатор
- Фред Саблан – бас-гитара

## Чарты
| Чарты (2012)                                | Позиция |
| ------------------------------------------- | ------- |
| Argentina Rock & Pop (Ranking Rock & Pop)   | 6       |
| Canada Active Rock (America's Music Charts) | 30      |
| US Rock Songs (Billboard)                   | 50      |
| US Mainstream Rock (Billboard)              | 26      |